# Kelet-Timor a 2008. évi nyári olimpiai játékokon
Kelet-Timor a kínai Pekingben megrendezett 2008. évi nyári olimpiai játékok egyik részt vevő nemzete volt. Az országot az olimpián 1 sportágban 2 sportoló képviselte, akik érmet nem szereztek.

## Atlétika
Férfi
| Versenyző      | Versenyszám | Eredmény      | Helyezés      |
| -------------- | ----------- | ------------- | ------------- |
| Augusto Soares | Maraton     | nem indult el | nem indult el |

Női
| Versenyző            | Versenyszám | Eredmény      | Helyezés      |
| -------------------- | ----------- | ------------- | ------------- |
| Mariana Dias Ximenes | Maraton     | nem ért célba | nem ért célba |